# Hippolyte Monpou
Hippolyte Monpou (París, 12 de gener de 1804 - Orleans, 9 d'octubre de 1841) fou un organista i compositor francès del Romanticisme.
Estudià en l'escola de Música Choron i als setze anys fou nomenat organista de la catedral de Tours, sent acomiadat poc temps després i entrant llavors com a professor d'aquella escola. El 1828 es donà conèixer com a compositor de melodies que es van fer molt aviat populars i des de llavors es dedicà a posar en música gran nombre de poesies de Musset i de Victor Hugo. Encara que desproveït de coneixement tècnics, posseïa certa facilitat melòdica i no mancada d'originalitat.
Volent abordar empreses de major categoria, decidí escriure per al teatre i donà successivament les òperes següents:
- Le luthier de Vienne, (1836);
- Piquillo (1837);
- Un conte d'autrefois (1838);
- Perugina (1838);
- Le Plteur (1839);
- La chaste Suzanne (1839);
- La reine Jeanne (1840);
- Lambert Simuel, que deixà inacabada.

Aquestes obres es ressenten en alt grau de l'escassa instrucció de Monpou, perquè contenen gracioses melodies i aconseguiren èxit en la seva època, encara que avui resten oblidades per complet.